# Звездано јато
Звездано јато је бројнији (барем пар десетина чланова) систем звезда у галаксији које су гравитациони везане. Битно за звездана јата јесте чињеница да су звезде у једном јату настале готово истовремено, што значи да имају исти хемијски састав.

## Подела
Постоје две врсте звезданих јата:
- Збијена (глобуларна, кугласта, затворена) јата

- Расејана (отворена) јата

### Збијена јата
Збијена (или глобуларна, кугласта, затворена) звездана јата су велики системи звезда који садрже од неколико стотина па до више стотина хиљада чланова. То су веома стари системи које су настајали заједно са формирањем галаксија. Што значи да им старост иде и до 13 милијарди година, па се у њима налазе веома старе звезде. Налазе се у халоу галаксије и гравитационо су изузетно стабилна.

### Расејана јата
Расејана или отворена јата су мања од глобуларних јата. Садрже до неколико стотина звезда. То су млади системи звезда са младим звездама, старости до неколико милиона година. Гравитационо су нестабилна и временом звезде полако напуштају систем, и због тога се временом расипају. Налазе се само у диску галаксије. Врло често се налазе у маглини гаса од које је и настало јато (види слику десно).

## Отворени кластер
Отворена јата се веома разликују од глобуларних јата. За разлику од сферно распоређених глобулара, они су ограничени на галактичку раван и скоро увек се налазе унутар спиралних кракова. Они су генерално млади објекти, стари до неколико десетина милиона година, са неколико ретких изузетака старих неколико милијарди година, као што је Месје 67 (најближи и најзапаженији стари отворени скуп), на пример. Они формирају H II регионе као што је Орионова маглина.
Успостављање прецизних растојања до отворених кластера омогућава калибрацију односа период-светлост коју показују променљиве звезде Цефеида, које се затим користе као стандардне удаљености. Кефеиде су светле и могу се користити за утврђивање удаљености до удаљених галаксија и брзине ширења свемира (Хаблова константа). Заиста, отворено јато NGC 7790 садржи три класичне Кефеиде које су кључне за такве напоре.

### Уграђено јато
Уграђена јата су групе веома младих звезда које су делимично или потпуно обложене међузвезданом прашином или гасом који је често непропустан за оптичка посматрања. Уграђени кластери се формирају у молекуларним облацима, када облаци почну да се урушавају и формирају звезде. У овим јатима често постоји стално формирање звезда, тако да уграђена јата могу бити дом за различите типове младих звезданих објеката укључујући протозвезде и звезде предглавног низа. Пример уграђеног кластера је Трапезијумско јато у Орионовој маглини. У региону језгра облака ρ Офиучи (Л1688) постоји уграђено јато.
Уграђена фаза јата може трајати неколико милиона година, након чега се гас у облаку исцрпљује формирањем звезда или се распршује услед радијационог притиска, звезданих ветрова и излива или експлозија супернове. Генерално, мање од 30% масе облака се претвара у звезде пре него што се облак распрши, али ова фракција може бити већа у посебно густим деловима облака. Са губитком масе у облаку, енергија система се мења, што често доводи до прекида звезданог јата. Већина младих уграђених кластера се распршује убрзо након завршетка формирања звезда.
Отворена јата пронађена у галаксији су некадашња уграђена јата која су била у стању да преживе рану еволуцију кластера. Међутим, скоро све звезде које слободно лебде, укључујући Сунце, су првобитно рођене у уграђеним јатима која су се распала.

## Глобуларно јато
Глобуларна јата су отприлике сферне групе од 10 хиљада до неколико милиона звезда смештених у регионе од 10 до 30 светлосних година у пречнику. Обично се састоје од веома старих звезда Популације II – само неколико стотина милиона година млађих од самог универзума – које су углавном жуте и црвене, са масом мањом од две соларне масе. Такве звезде преовлађују унутар кластера јер су топлије и масивније звезде експлодирале као супернове, или су еволуирале кроз фазе планетарне маглине да би завршиле као бели патуљци. Ипак, неколико ретких плавих звезда постоји у глобуларима, за које се сматра да су формиране спајањем звезда у њиховим густим унутрашњим областима; ове звезде су познате као плави каснитељи.

## Супер звездано јато
Супер звездана јата су веома велики региони недавног формирања звезда, и сматра се да су претходници глобуларних јата. Примери укључују Вестерлунд 1 на Млечном путу.

## Средњи облици
Астрономи су 2005. године открили нову врсту звезданог јата у галаксији Андромеда, која је на неколико начина веома слично глобуларним јатима иако је мање густо. На Млечном путу нису позната таква јата (која су позната и као проширена глобуларна јата). Три откривена у галаксији Андромеда су M31WFS C1 M31WFS C2, и M31WFS C3.
Ова новопронађена звездана јата садрже стотине хиљада звезда, сличан број као и глобуларна јата. Јата такође деле и друге карактеристике са глобуларним јатима, нпр. звездане популације и металност. Оно што их разликује од глобуларних јата је то што су много већа – неколико стотина светлосних година у пречнику – и стотине пута мање густине. Због тога су растојања између звезда много већа. Ова јата имају својства која су између глобуларних јата и патуљастих сфероидних галаксија.
Још није познато како се ова јата формирају, али њихово формирање би могло бити повезано са формирањем глобуларних јата. Зашто М31 има такве кластере, док их Млечни пут нема, још није познато. Такође је непознато да ли било која друга галаксија садржи ову врсту кластера, али је мало вероватно да је М31 једина галаксија са проширеним јатима.
Друга врста јата су бледе нејасноће које су до сада пронађене само у лентикуларним галаксијама као што су NGC 1023 и NGC 3384. Одликују се великом величином у поређењу са глобуларним јатима и прстенастом дистрибуцијом око центара њихових галаксија домаћина, које изгледају као стари објекти.

## Звездани облак
Док технички нису звездана јата, звездани облаци су велике групе многих звезда унутар галаксије, које се простиру на веома много светлосних година свемира. Често у себи садрже звездана јата. Звезде изгледају тесно збијене, али обично нису део било које структуре. Унутар Млечног пута, звездани облаци се виде кроз празнине између облака прашине Великог расцепа, омогућавајући дубље погледе дуж наше специфичне линије гледања.. Звездани облаци су такође идентификовани у другим оближњим галаксијама. Примери звезданих облака укључују Велики звездани облак Стрелца, Мали звездани облак Стрелца, звездани облак Скјутам, звездани облак Лабуда, звездани облак Норме и NGC 206 у галаксији Андромеда.

## Номенклатура
Године 1979, 17. генерална скупштина Међународне астрономске уније препоручила је да новооткривена звездана јата, отворена или глобуларна, унутар Галаксије имају ознаке према конвенцији „Chhmm±ddd”, увек почевши са префиксом C, где h, m, и d представљају приближне координате центра кластера у сатима и минутима ректасцензије, односно степени деклинације, са водећим нулама. Ознака, једном додељена, се не мења, чак и ако наредна мерења побољшају локацију центра кластера. Прве такве ознаке доделио је Госта Линга 1982. године.